# Morimena
Morimena (em latim: Morimena; em grego clássico: Μοριμενή; romaniz.: Morimenḗ) era um distrito no noroeste da Capadócia, na Turquia, nos flancos do rio Hális (moderno Quizil-Irmaque), que, de acordo com Estrabão e Plínio, o Velho, era considerado adequado apenas como pasto, sem árvores frutíferas e abundante em jumentos selvagens. A República Romana considerava o território parte da Galácia, e o geógrafo romano do século II Ptolemeu não o menciona dentro dos distritos da Capadócia. A principal cidade de Morimena era chamada Venessa.